# 清水祐太朗
清水 祐太朗（しみず ゆうたろう、8月3日 - ）は、東京都出身の男性声優。以前はムーブマンに所属していた。

## 主な出演作品

### テレビアニメ
2009年
- けいおん!（客）
- ことなかれヒーロー じんじゃーまん（大根）

### OVA
- 装甲騎兵ボトムズ Case;IRVINE（観客）

### ゲーム
- 戦律のストラタス（大平徹夫）

### 吹き替え
- ザ・パシフィック
- すべての妻は浮気する（探偵トニー）
- やがて復讐という名の雨（警官）

### ボイスオーバー
- アメリカお宝鑑定団ボーンスターズ#3（ショーン、他）
- 現代の驚異 460夜間の活動（デイビット・ヘイワーズ、他）
- ホテル・グランドゼロ（ジェフ・ジョンソン）